# Kurhannoversches Infanterieregiment No. 11-A
Das Kurhannoversche Infanterieregiment IR 11-A (1702/2), oder ab 1783 Infanterieregiment No. 11, war ein Verband der Infanterie der kurhannoverschen Armee von 1702 bis 1803.

## Inhaber, Zusammenlegung und Namensgebung

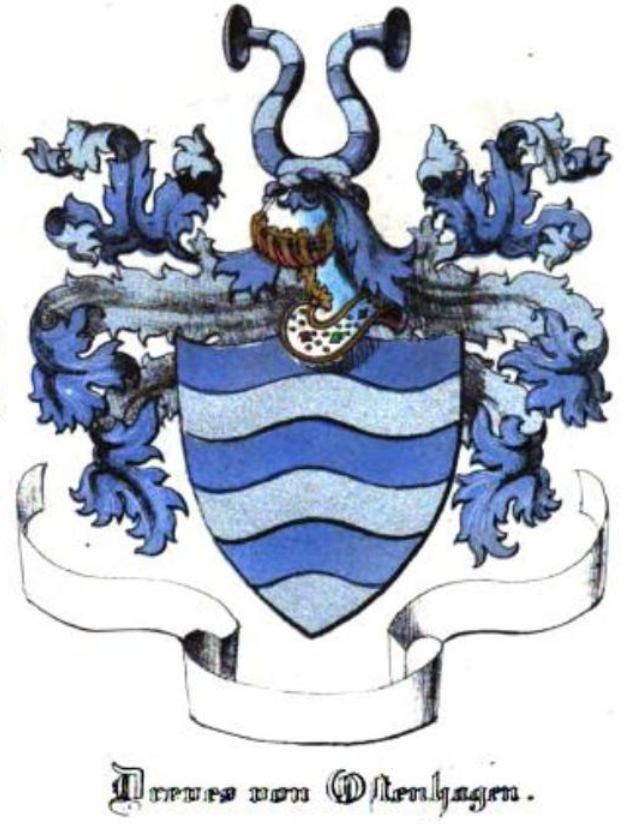
Wappen derer von Dreves-Ostenhagen

Die Errichtung des Regiments geschah im Jahr 1702 als „Regiment Prinz Adolph Freiherr von Mecklenburg-Strelitz“ für das Fürstentum Lüneburg durch Adolph Friedrich von Mecklenburg-Strelitz, der am 12. Mai 1708 verstarb. 1708 übernahm das Regiment ein Obrist Knöbel, 1717 der Obrist August Friedrich von Rhoeden, der im Mai 1741 als Generalleutnant starb. Am 27. Mai 1741 folgte Obrist Werner Friedrich von Spörken, während General Rhoeden noch ein Gnadengehalt bekam. 1742 übernahm Generalleutnant Johann Georg von Wrangel, ab dessen Tod Juli 1746 der Obrist Wilhelm de Cheusses bis zur Pensionierung als Generalmajor im Februar 1757. Sodann folgte Generalmajor Carl Heinrich von Dreves-Ostenhagen bis zu seiner Entlassung im Juli 1761, und dann ab 7. August 1761 der Obrist Burchard Rudolph von Goldacker. 1768 wurde das Regiment mit No. 11-B zusammengelegt, 1783 wurde es zum 11. Infanterieregiment und Inhaber des Regiments war Jakob Johann Graf Taube, sodann ab 1791 Ludwig von Diepenbroick. Nach Neuaufstellung als 10. Infanterieregiment war ab Ende November 1801 Oberst Ernst August von der Wense (ab 1803 Generalmajor) bis zur Auflösung 1803 der Chef des Regiments.

## Feldzüge und Gefechte

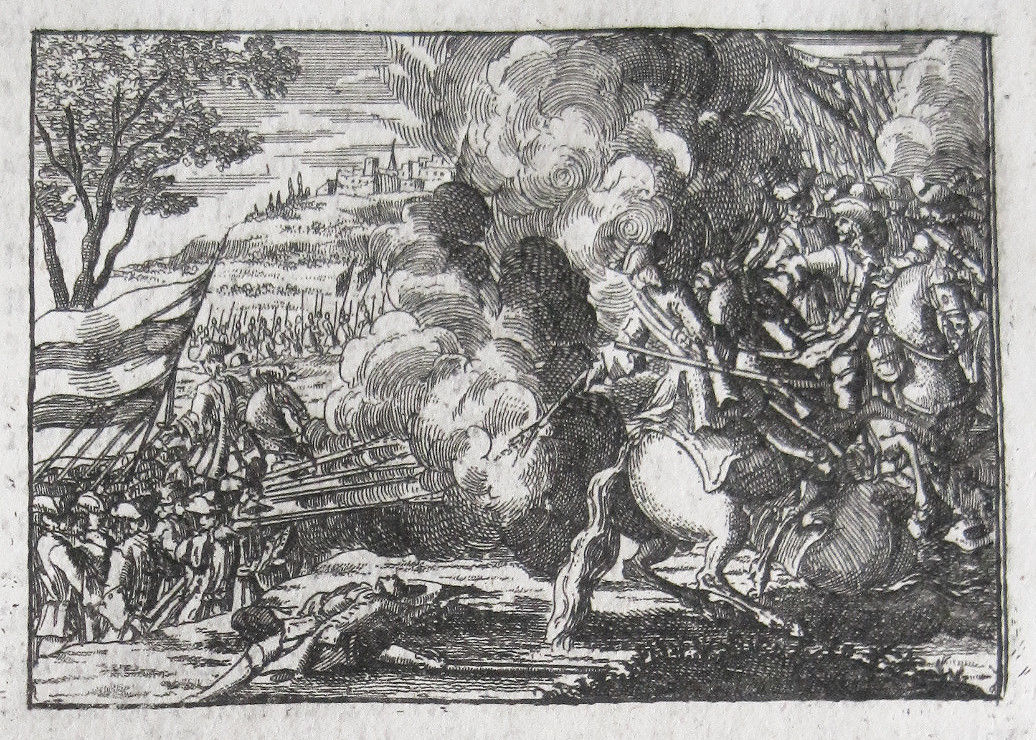
Schlacht bei Wahlsmühlen 1719. Kupferstich um 1740 auf einem Textblatt aus dem Imhofschen Bildersaal

### Großer Nordischer Krieg
- Noch vor dem Tod des schwedischen Königs Karl XII formierte sich am Ende des Kriegs eine antirussische Allianz aus den zuvor gegen Schweden verbündeten Mächten. So war das Regiment Teil des 12 Bataillone (13.000 Mann) umfassenden welfischen Kontingents zum Vollzug der, auch auf Betreiben des Grafen Bernstorff hin verhängten, kaiserlichen Reichsexekution gegen den vom russischen Zaren protegierten regierenden Herzog Karl Leopold zu Mecklenburg. Die hannoversche Invasionsarmee stand unter dem Befehl des Generalleutnants von Bülow[3] und unterlag in der Schlacht bei Walsmühlen am 6. März 1719 gegen die mecklenburgisch-russischen Truppen unter Generalmajor von Schwerin. Schwerins Erfolg war jedoch auf lange Sicht nicht bedeutsam, und bald übernahm eine kaiserliche Kommission die Regierung des Herzogtums Mecklenburgs.

### Polnischer Thronfolgekrieg
- Im Jahr 1733 war das Regiment Teil einer Armee von zehn Battalionen, die eine Revolte in Mecklenburg niederhielten. 1734–1735 kam es mit kaiserlichen Truppen an der Rhein-Grenze gegen Frankreich[4] zum Einsatz und nahm am Gefecht bei Klausen teil.

### Österreichischer Erbfolgekrieg
- In Flandern, 1743 in Hanau, um 1745 am Rhein, war das Regiment bis 1748 Teil des braunschweig-lüneburgischen Hilfscorps für die Königin von Ungarn.

### Siebenjähriger Krieg
- Im Jahr 1757, während der französischen Invasion in Hannover, lagerte das Regiment in Nienburg/Weser und nahm nicht an der Schlacht bei Hastenbeck teil. Ende des Jahres, während der alliierten Gegenoffensive in Hannover, wurde das Regiment dem Korps von Generalmajor Diepenbroick zugeteilt, das auf Bremen vorrückte.

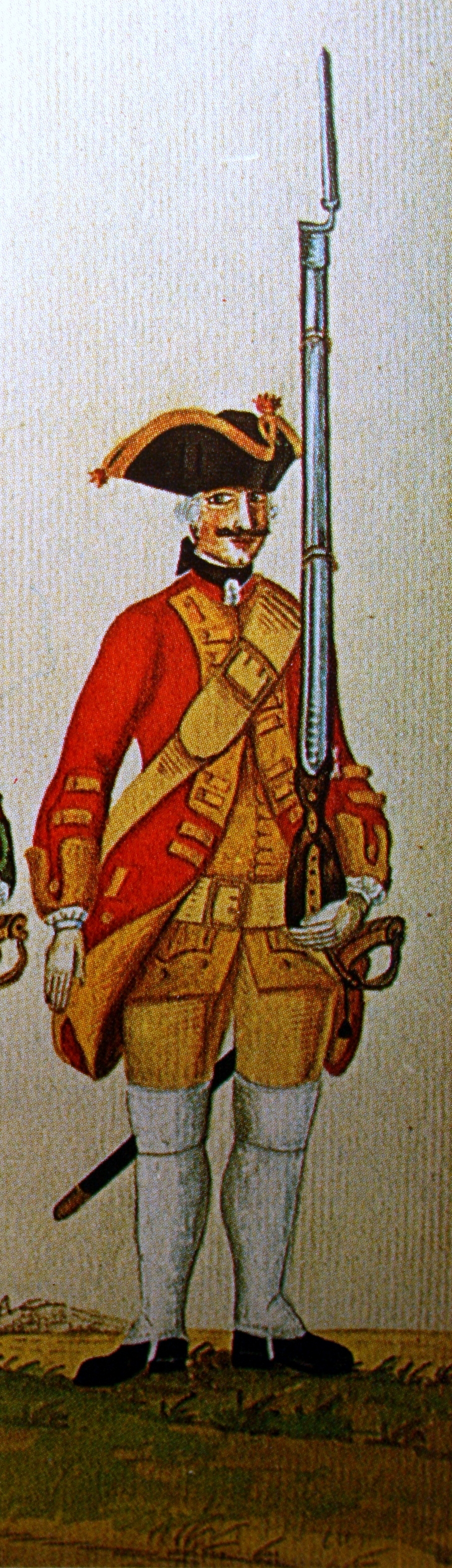
Regiment Dreves

- Im März 1758, während der alliierten Winteroffensive in Westdeutschland, nahm das Regiment an der Eroberung von Minden teil. Sodann war es am 26. Mai bei der Hauptarmee unter Herzog Ferdinand von Braunschweig im Lager von Nottuln. Am 31. Mai begleitete es Ferdinand bei seiner Offensive am Westufer des Rheins. Am 23. Juni nahm das Regiment an der Schlacht bei Krefeld teil, wo es unter dem Kommando des Erbprinzen von Braunschweig auf dem rechten Flügel eingesetzt wurde. Um 1 Uhr mittags folgte das Regiment dem Erbprinzen bei seinem Angriff auf einen von der Division Saint Germain[5] gehaltenen Wald. Gegen Ende der Schlacht sammelten der Erbprinz und der hessische General Eitel von und zu Gilsa das Bataillon mit anderen alliierten Infanterieeinheiten und rückten in eine Ebene vor. Hier waren sie einem Angriff von 4 Schwadronen des Regiments Carabiniers royaux de Monsieur le comte de Provence ausgesetzt. An der Spitze der Carabiniers ritt deren Regimentskommandeur, Comte de Gisors, Louis-Marie Fouquet de Belle-Isle[6]. Die hannoverschen Bataillone ließen die Carabiniers auf 20 Schritte heranreiten, bevor sie eine Salve abfeuerten, die augenblicklich den größten Teil der ersten Reiterlinie und den Comte de Gisors selbst niedermähte. Eine einzige französische Schwadron konnte durchbrechen, aber das dritte Glied der Infanterie konnte diese vernichten. Im Zuge der Schlacht verlor das Regiment Dreves mehr als 200 Mann an Gefallenen (einschließlich Kapitänleutnant Wilding und Leutnant von Scheiter) oder Verwundeten (einschließlich Leutnant von Goeben). Bald darauf war das Regiment trotz dieser schweren Verluste an der Eroberung der noch von den Franzosen besetzten Stadt Roermond in Gelderland beteiligt. Am Angriff auf die unter dem Kommando des Gouverneurs Boccard und eines österreichischen Oberst Müller stehenden Verteidiger (1 Bataillon Infanterieregiment de La Marche, 2 Bataillone Miliz, die Volontaires de Hainaut und einige österreichische Bataillone) am 27. Juni 1758 nahmen auf alliierter Seite neben zwei Schwadronen preußischer Malachowski-Husaren und einigen hessischen Einheiten jeweils 1 Bataillon der kurhannoverschen Infanterieregimenter Post und Dreves teil.[7] Beim Kampf um die Vorwerke der Stadtbefestigungen nahm das Regiment Dreves zunächst ein französisches Detachment gefangen.[8] Nach zweistündigem Beschuss wurde der austro-französischen Garnison der Rückzug nach Lüttich unter militärischen Ehren gewährt. Zur Sicherung der Stadt samt den erbeuteten, reichen Magazinen ließ der Erbprinz eine Besatzung unter dem Befehl des Oberstleutnants Gottlieb Christian von Ramdohr vom Regiment Dreves zurück[9], die aber in der Nacht des 18. Juli wieder abgezogen und mit dem Rest der Armee nach Dülken in Marsch gesetzt wurde.[10]

- Im Juni 1759 war das Regiment Teil der alliierten Hauptarmee unter dem Kommando des Herzogs Ferdinand von Braunschweig. Im Juli war es an der Besetzung Bremens beteiligt. Am 28. Juli eroberte es auf dem Weg zurück zum Erbprinzen die Stadt Osnabrück und machte 300 Gefangene. Am 1. August war das Regiment Teil des linken Flügels des Korps des Erbprinzen, der Brissacs französisches Korps im Gefecht bei Gohfeld angriff und besiegte. Ende des Jahres wurde das Regiment einem Korps unter dem Grafen von Bückeburg zugeteilt, das die Zitadelle von Marburg belagerte und eroberte.

- Am 10. Juli 1760 war das Regiment Teil einer Kolonne unter Generalleutnant von Oheimb, die von Herzog Ferdinand von Braunschweig geschickt wurde, um den Erbprinzen zu unterstützen, der in der Nähe von Corbach in ein Gefecht verwickelt war. Oheimbs Kolonne traf zu spät ein, um noch daran teilzunehmen. Am 19. September nahm das Regiment unter General Wangenheim an dem Gefecht bei Löwenhagen teil.

- Am 15. Februar 1761 wurde das Regiment dem Korps von General Friedrich von Spörcken angegliedert, das am Überraschungsangriff auf Langensalza teilnahm. Es nahm dann an der erfolglosen Belagerung von Kassel teil. Am 16. Juli war das Regiment in der Schlacht bei Vellinghausen anwesend, wo es Teil des aus Herzfeld detachierten Wolff'schen Corps war, um General Wutginau zu verstärken.

- Am 23. Mai 1762 gehörte das Regiment unter Ferdinand von Braunschweig zur alliierten Hauptarmee. Am 24. Juni kämpfte es in der Schlacht bei Wilhelmsthal, wo es unter General Spörcken Teil der sechsten Kolonne war. Am 23. Juli nahm es an der  Schlacht bei Lutterberg teil, als die Alliierten das sächsische Kontingent überraschten und zum Zurückweichen zwangen. Nach dem erfolgreichen Angriff war das Regiment Teil der Nachhut, die den Rückzug der alliierten Armee abdeckte. Im November kehrte es nach Hannover zurück, wo es in Lüneburg Garnison nahm.

### Amerikanischer Unabhängigkeitskrieg
- Im Zuge des Amerikanischen Unabhängigkeitskriegs nahm das 2. Bataillon des Regiments unter dem Kommando des Oberstleutnants von Sydow auf Seiten Englands an der Verteidigung der Insel Menorca teil[11] und musste sich am 4. Februar 1782 den spanisch-französischen Truppen ergeben. In den nachfolgenden Verträgen von Versailles von 1783 kam Menorca an Spanien, während das unter Mitwirkung anderer hannoverischer Kontingente erfolgreich verteidigte Gibraltar britisch blieb.

## Uniform
Musketiere trugen einen schwarzen Dreispitz mit goldenem Besatzstreifen und einem Zweig Eichenlaub, drei roten Pompons und einer schwarzen Kokarde. Grenadiere trugen eine Grenadiermütze mit mittelgelber Vorderseite und gelben Verzierungen (gekrönter Schild mit springendem Ross im blauen Hosenbandorden über blauem Spruchband mit der Devise nec aspera terrent), sowie darunter einer roten, gelb gepaspelten Frontklappe mit Granate und Trophäen. Die Rückseite umfasste den roten Mützensack mit mittelgelbem Boden, alles mit gelbem Besatz verziert.
Es wurden ein roter Uniformrock und paillefarbene Hosen getragen. Die Abzeichenfarbe auf Ärmel- und Schoßaufschlägen war mittelgelb, ebenso wie die Weste (2 horizontal angeordnete Taschen, je mit 3 Messingknöpfen) und die Rabatten (mit je 7 Messingknöpfen und gelben Paspelknopflöchern). Unter den Rabatten 2 Messingknöpfe und 2 gelbe Knopflöcher. Der Uniformrock hatte horizontale Taschen mit 2 Messingknöpfen und 2 gelben Knopflöchern.
Von 1801 bis zur Auflösung 1803 wurde eine zeitgemäß grundlegend geänderte rote Uniform mit 8 weißen Litzen auf der Vorderseite getragen. Grenadiere trugen nun eine Bärenfellmütze. Im Zuge der Neuaufstellung als 10. Infanterieregiment änderte sich auch die Abzeichenfarbe von Gelb zu Schwarz.